# Antonio Arcari

Wappen von Antonio Arcari

Antonio Arcari (* 8. Mai 1953 in Pralboino, Provinz Brescia, Italien) ist ein italienischer Geistlicher, römisch-katholischer Erzbischof und Diplomat des Heiligen Stuhls.

## Leben
Der Bischof von Brescia, Luigi Morstabilini, spendete ihm am 11. Juni 1977 die Priesterweihe. Papst Johannes Paul II. verlieh ihm am 23. September 1980 den Ehrentitel Kaplan Seiner Heiligkeit (Monsignore).
Am 18. Juli 2003 ernannte ihn Papst Johannes Paul II. zum Titularerzbischof von Caeciri und zum Apostolischen Nuntius in Honduras. Die Bischofsweihe spendete ihm Kardinalstaatssekretär Angelo Sodano am 20. September desselben Jahres; Mitkonsekratoren waren Erzbischof Bruno Foresti, emeritierter Bischof von Brescia, und Giulio Sanguineti, Bischof von Brescia.
Papst Benedikt XVI. ernannte ihn am 12. Dezember 2008 zum Apostolischen Nuntius in Mosambik. Am 5. Juli 2014 ernannte ihn Papst Franziskus zum Apostolischen Nuntius in Costa Rica. Am 25. Mai 2019 ernannte ihn Papst Franziskus zum Apostolischen Nuntius in Monaco.
Am 16. Mai 2023 nahm Papst Franziskus seinen Rücktritt vom Amt des Nuntius in Monaco an. Mit dem Rücktritt nutzte Arcari die in der Ordnung für Päpstliche Vertretungen vorgesehene  Möglichkeit für die diplomatischen Vertreter des Heiligen Stuhls, mit Vollendung des 70. Lebensjahres in den Ruhestand zu gehen.